# Yogendra Krishan Puri
Yogendra Krishan Puri fue un diplomático, indio.
- Yogendra Krishan Puri fue hijo de Rattan Devi y del juez Dewan Radha Krishan Puri.
- De 1938 a 1946 fue miembro del Indian Civil Service (British India) en Assam.
- En 1947 fue secretario adjunto en el Ministerio de Hacienda y ministro sin cartera en el gobierno de Luis Mountbatten.
- De enero hasta  el 22 de junio de 1948 la independencia de la India fue director general en el ministerio de rehabilitación.
- De 1948 a 1951 fue Alto Comisionado adjunto en Karachi.
- De 1951 a 1953 fue secretario adjunto del Ministerio de Asuntos Exteriores en Nueva Delhi.
- De 1953 a 1955 fue consejero de embajada en París.
- En 1955 fue consejero de embajada en la Alta Comisión en Londres.
- De 1955 a 1960 fue secretario de enlace del Ministerio de Asuntos Exteriores en Nueva Delhi.
- De 1960 a 1964 fue Alto Comisionado en Kuala Lumpur (Malasia Peninsular 1963: Malasia).[1]
- De 1964 a 1967 fue embajador en Rabat con coacredición en Túnez (ciudad).
- En noviembre de 1965 fue miembro de la delegación de la India ante la 2.ª Conferencia afroasiática  en Argel.
- De 1968 a 1969 fue embajador en Estocolmo.
- De 1970 a 1972 fue Alto Comisionado en Colombo.
- De 1972 a 1975 fue embajador en Bonn.[2]